# Berghof (Sundhagen)
Berghof ist ein Ortsteil der Gemeinde Sundhagen im Landkreis Vorpommern-Rügen.

Berghof zwischen 1880 und 1920

## Geografie und Verkehr
Berghof liegt 14 Kilometer nordöstlich der Stadt Grimmen, 9 Kilometer südlich von Stralsund und 23 Kilometer nordwestlich von Greifswald. Östlich des Ortes verläuft die als vierstreifige Autostraße ausgebaute Bundesstraße 96, die seit 1863 bestehende Bahnstrecke Greifswald–Stralsund und weiter östlich die Bundesstraße 105, die ehemalige B 96.

## Geschichte
Ein Vorwerk von Ahrendsee hieß 1880 laut MTB (Messtischblatt) „Heidehof“ und wurde laut MTB 1920 in „Berghof“ umbenannt. Aber auch diese Ansiedlung ist nicht das beschriebene Berghof. Nördlich dieses Vorwerks entstand um 1920 eine kleine Wohnsiedlung am Straßenabzweig nach Zarrendorf, die noch keinen Namen hatte.
Auch die staatliche Statistik von 1871 kennt keine Ortschaft oder einen Gutsbezirk mit Namen Berghof.
Nach 1945 verschwand das Vorwerk mit dem Namen Berghof und stattdessen erhielt diese genannte Ansiedlung am Straßenabzweig den Namen Berghof. Es blieb ein kleines Dorf.
Berghof war bis 1952 Teil des Landkreises Grimmen und gehörte danach bis 1994 zum Kreis Grimmen im Bezirk Rostock. Seit 1990 gehört Berghof zum Land Mecklenburg-Vorpommern.
Berghof schloss sich am 7. Juni 2009 mit den Gemeinden Behnkendorf, Brandshagen, Kirchdorf, Miltzow, Reinberg und Wilmshagen zur neuen Gemeinde Sundhagen zusammen.